# Marismas de Isla Cristina
Marismas de Isla Cristina este o arie protejată (sit de importanță comunitară — SCI, arie de protecție specială avifaunistică — SPA) din Spania întinsă pe o suprafață de 2.498,02 ha, integral pe uscat.

## Localizare
Centrul sitului Marismas de Isla Cristina este situat la coordonatele 37°12′25″N 7°20′36″W / 37.2069°N 7.3432°V.

## Înființare
Situl Marismas de Isla Cristina a fost declarat arie de protecție specială avifaunistică în octombrie 2002 pentru a proteja 2 specii de plante și 103 specii de animale. Situl a fost protejat și ca sit de importanță comunitară în ianuarie 2001.

## Biodiversitate
Situată în ecoregiunile marină Atlantică și mediteraneană, aria protejată conține 10 habitate naturale: Pajiști umede mediteraneene cu ierburi înalte de Molinio-Holoschoenion, Estuare, Terase mlăștinoase și terase nisipoase neacoperite de apă la reflux, Tufărișuri termo-mediteraneene și de pre-deșert, Tufărișuri halofile mediteraneene și termo-atlantice (Sarcocornetea fruticosi), Pășuni mediteraneene udate de apa mării (Juncetalia maritimi), Pajiștile Spartina (Spartinion maritimae), Depresiuni intradunale umede, Vegetație anuală la limita mareei, Salicornia și alte specii anuale care populează regiunile mlăștinoase și nisipoase.
La baza desemnării sitului se află mai multe specii protejate:
- plante (2): Limonium lanceolatum, Thymus carnosus
- păsări (102): lăcar mare (Acrocephalus arundinaceus), fluierar de munte (Actitis hypoleucos), pescăruș albastru (Alcedo atthis), rață sulițar (Anas acuta), rață pitică (Anas crecca), rață mare (Anas platyrhynchos), fâsă-de-câmp (Anthus campestris), fâsă de pădure (Anthus spinoletta), egretă mare (Ardea alba), stârc cenușiu (Ardea cinerea), stârc roșu (Ardea purpurea), pietruș (Arenaria interpres), ciuf de câmp (Asio flammeus), rață-cu-cap-castaniu (Aythya ferina), Bubulcus ibis, pasărea ogorului (Burhinus oedicnemus), ciocârlie-cu-degete-scurte (Calandrella brachydactyla), Calidris alba, fugaci de țărm (Calidris alpina), Calidris canutus, fugaci roșcat (Calidris ferruginea), Calidris maritima, fugaci mic (Calidris minuta), bătăuș (Calidris pugnax), caprimulg (Caprimulgus europaeus), Caprimulgus ruficollis, prundăraș de sărătură (Charadrius alexandrinus),  prundaș gulerat mic (Charadrius dubius), prundaș gulerat mare (Charadrius hiaticula), chirichița cu obraz alb (Chlidonias hybrida), chirighiță neagră (Chlidonias niger), barză albă (Ciconia ciconia), erete de stuf (Circus aeruginosus), erete vânăt (Circus cyaneus), erete cenușiu (Circus pygargus), dumbrăveancă (Coracias garrulus), egretă mică (Egretta garzetta), presură de grădină (Emberiza hortulana), lișiță (Fulica atra), ciocârlan (Galerida cristata), Galerida theklae, becațină comună (Gallinago gallinago), găinușă de baltă (Gallinula chloropus), pescăriță râzătoare (Gelochelidon nilotica), ciovlica roșcată (Glareola pratincola), scoicar (Haematopus ostralegus), piciorong (Himantopus himantopus), Hydrocoloeus minutus, pescăriță mare (Hydroprogne caspia), capîntortură (Jynx torquilla), Larus audouinii, pescăruș negricios (Larus fuscus), Larus genei, Larus marinus, pescăruș-cu-cap-negru (Larus melanocephalus), Larus michahellis, pescăruș râzător (Larus ridibundus), sitar de mal nordic (Limosa lapponica), sitar de mâl (Limosa limosa), grelușel-de-zăvoi (Locustella luscinioides), ciocârlie de pădure (Lullula arborea), Luscinia svecica svecica, rață fluierătoare (Mareca penelope), rață pestriță (Mareca strepera), rață neagră (Melanitta nigra), ciocârlie de bărăgan (Melanocorypha calandra), Mergus serrator, prigoare (Merops apiaster), codobatura galbenă (Motacilla flava), rață cu ciuf (Netta rufina), Numenius arquata arquata, Numenius phaeopus, vultur pescar (Pandion haliaetus), cormoran mare (Phalacrocorax carbo carbo), flamingo roz (Phoenicopterus roseus), codroșul de pădure (Phoenicurus phoenicurus), lopătar (Platalea leucorodia), ploier auriu (Pluvialis apricaria), ploier argintiu (Pluvialis squatarola), corcodel mare (Podiceps cristatus), corcodel-cu-gât-negru (Podiceps nigricollis), ciocântors (Recurvirostra avosetta), lăstun de mal (Riparia riparia), mărăcinar (Saxicola rubetra), mărăcinar negru (Saxicola torquatus), Spatula clypeata, rață cârâitoare (Spatula querquedula), chiră de baltă (Sterna hirundo), chiră mică (Sternula albifrons), silvie roșcată (Sylvia cantillans), Sylvia conspicillata, silvie de tufiș (Sylvia undata), corcodel mic (Tachybaptus ruficollis), călifar alb (Tadorna tadorna), chiră de mare (Thalasseus sandvicensis), fluierar negru (Tringa erythropus), fluierar de mlaștină (Tringa glareola), fluierar cu picioare verzi (Tringa nebularia), fluierarul de zăvoi (Tringa ochropus), fluierarul cu picioare roșii (Tringa totanus), pupăză (Upupa epops), nagâț (Vanellus vanellus)
- mamifere (1): vidră de râu (Lutra lutra)

Pe lângă speciile protejate, pe teritoriul sitului au mai fost identificate 9 specii de plante, 47 de specii de păsări, 6 specii de nevertebrate.